# Salvador Mollar
Blaženi Salvador Mollar Ventura (Manises, 27. ožujka 1896. – Picadero Paterna, 27. listopada 1936.), španjolski franjevac, mučenik i blaženik Katoličke Crkve, žrtva Crvenog terora u Španjolskoj.
Rođen je 1896. u mjestašcu Manises kod Valencije u siromašnoj obitelji. U 25. godini oblači franjevački habit. Anarhokomunisti zatočili su ga u samostanu 13. listopada 1936., a pogubili dva tjedna kasnije u mjestu Picadero Paterna. Bio je veliki štovatelj Blažene Djevice Marije.
Blaženim ga je proglasio papa Ivan Pavao II. 11. ožujka 2001. godine.
Slavi se 20. studenog zajedno s bl. Paškalom Fortuñom i drugovima.